# Saint-Clément, Ardèche
Saint-Clément là một xã ở tỉnh Ardèche, vùng Auvergne-Rhône-Alpes ở đông nam nước Pháp.